# Badisches Landesmuseum
Das Badische Landesmuseum in Karlsruhe ist das große kultur-, kunst- und landeshistorische Museum des badischen Landesteils Baden-Württembergs. Mit seinen weltweit bedeutenden Sammlungen, die mehr als 50.000 Jahre internationale Kulturgeschichte repräsentieren, vermittelt es Geschichte und historische Lebenswelten. Seine Sammlungen reichen von der Ur- und Frühgeschichte über das Mittelalter bis hin ins 21. Jahrhundert. Das Museum wurde 1919 gegründet und eröffnete 1921 in den Räumen des Karlsruher Schlosses.

## Geschichte
1873 ließ Friedrich I. für seine Bibliothek und seine umfangreichen Sammlungen ein Sammlungsgebäude am Friedrichsplatz errichten. Hier waren sie als Großherzogliche Sammlung für Altertums- und Völkerkunde in Karlsruhe öffentlich zugänglich. Nach der Abdankung des badischen Großherzogs Friedrich II. wurde das im Zentrum der barocken Stadtanlage gelegene Karlsruher Schloss 1918 vom badischen Staat übernommen und zum Sitz eines neu gegründeten kulturhistorischen Museums bestimmt.
Im Jahr 1919 wurde das Museum gegründet und entstand durch Fusion der „Altertümersammlung“ mit dem badischen Kunstgewerbemuseum. Es wurde am 24. Juli 1921 in den Räumen des Schlosses eröffnet. Als erster Direktor amtierte bis 1938 Hans Rott. 1936 wurde das Badische Münzkabinett in das Museum eingegliedert. Dessen Leiter war bis 1971 Friedrich Wielandt. Während des Zweiten Weltkrieges wurde das Karlsruher Schloss 1944 zerstört. Die Bestände des Museums wurden zum überwiegenden Teil gerettet. Ab 1955 folgte der Wiederaufbau des ausgebrannten Schlosses. Das Äußere wurde dabei historisch getreu rekonstruiert, während das Innere gemäß den Erfordernissen eines modernen Museumsbetriebes gestaltet wurde. 1959 wurde das Badische Landesmuseum wiedereröffnet, 1965 öffnete das Schlosscafé. Mit Jürgen Thimme war von 1959 bis 1982 erstmals ein Archäologe Leiter der Antikenabteilung. Ab 1992 wurden unter der Leitung von Harald Siebenmorgen sukzessive alle fünfzehn Abteilungen des Badischen Landesmuseums nach einer Konzeption, die auf Kontextualisierung und Inszenierung der Objekte basierte, komplett neu eingerichtet, zuletzt 2013 die Abteilung „Weltkultur“. Alle Abteilungen wurden durch Sammlungsführer erschlossen. Ab 1992 wurden große Museumsfeste veranstaltet und das BLM durch zahlreiche weitere Maßnahmen der Museumspädagogik und Kulturvermittlung für ein breites Publikum geöffnet. Ein hochkarätiges und dichtgetaktetes Sonderausstellungsprogramm, das teilweise auf den neu geschlossenen Kooperationsverträgen mit Tunesien und Algerien sowie anderen Mittelmeerstaaten beruhte, fand internationale Beachtung. Die Besucherzahlen wurden auf das Vierfache gesteigert. 2009 zählte das Badische Landesmuseum Karlsruhe rund 300.000 Besucher. Als Pilotprojekt führte das BLM als erstes Museum in Baden-Württemberg eine betriebswirtschaftliche Struktur mit einer Kaufmännischen Direktion ein und gewann so neue Handlungsspielräume.
2014 wurden das Deutsche Musikautomatenmuseum Bruchsal und das Museum in Salem mit neuen Konzeptionen eröffnet.

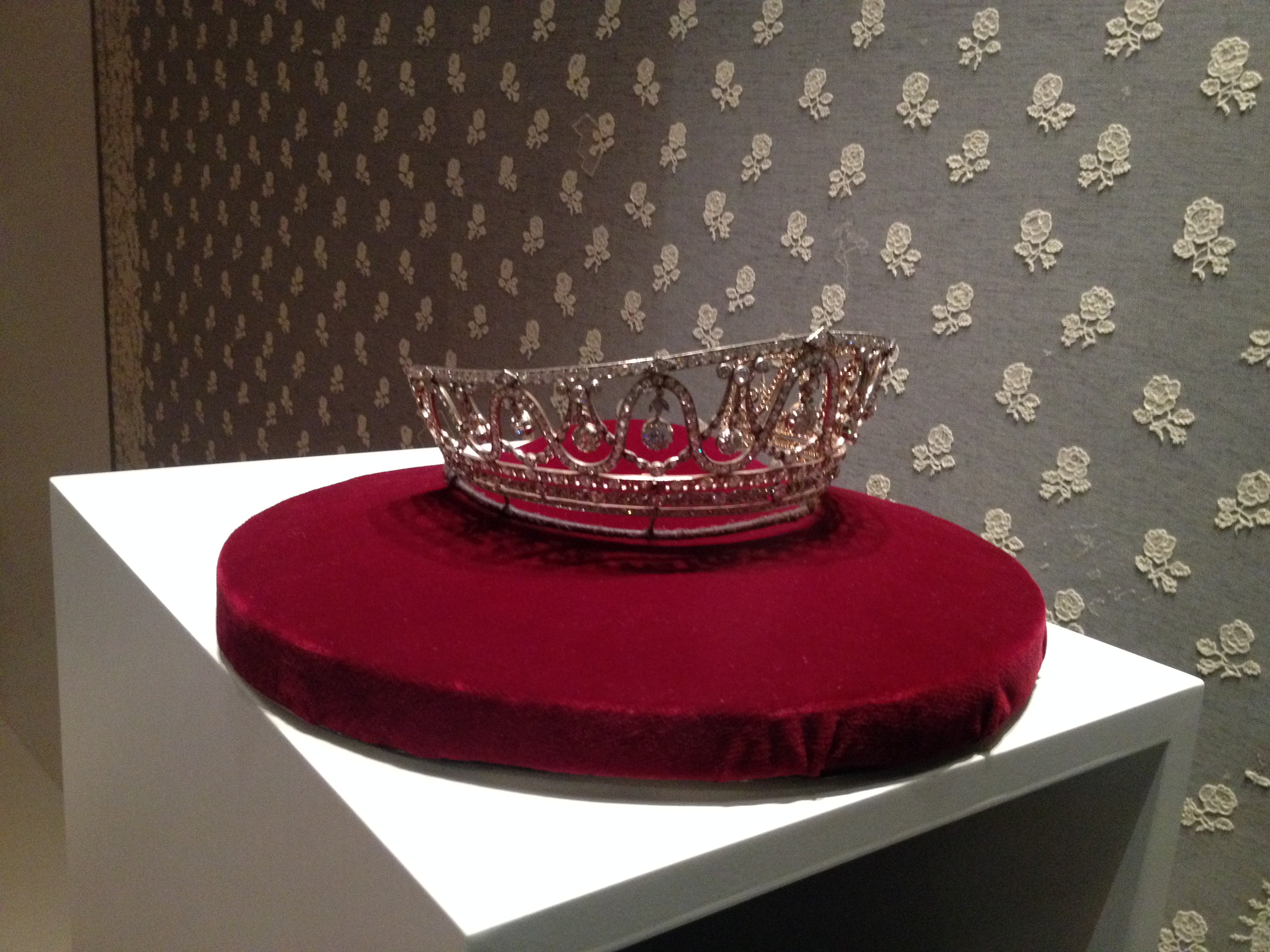
Diadem der Großherzogin Hilda von Baden

Ende April 2017 wurde ein von dem badischen Hofjuwelier Schmidt-Staub circa 1907 aus Gold und Platin gefertigtes, mit 367 Brillanten besetztes Diadem der Großherzogin Hilda von Baden im Wert von 1,2 Millionen Euro aus einer Vitrine im Thronsaal im Ersten Obergeschoss des Museums entwendet. Wie im Juni 2017 bekannt wurde, hat es schon im Oktober 2016 einen Diebstahl gegeben. Es handelte sich dabei um eine Skulptur aus Elfenbein aus dem Jahre 1620 im Wert von 500.000 Euro des Bildhauers Leonhard Kern. Sie zeigt die Römerin Fulvia mit dem abgetrennten Kopf des Cicero. Die Staatsanwaltschaft sah keinen Zusammenhang der beiden Vorfälle.
Im Jahr 2019 feierte das Museum sein 100-jähriges Jubiläum mit einem großen Museumsfest.
Ab dem Jahr 2027 soll das Museum im Karlsruher Schloss aufgrund einer Generalsanierung für mehrere Jahre geschlossen werden. Diese ist notwendig, da ein Großteil der Haustechnik noch aus den 1960er Jahren stammt.
Direktoren
- Hans Rott (1919–1938)
- Ludwig Moser (1938–1945)
- Arthur von Schneider (1945–1952)
- Rudolf Schnellbach (1952–1967)
- Ernst Petrasch (1967–1981)
- Volker Himmelein (1982–1991)
- Harald Siebenmorgen (1992–2014)[8]
- Eckart Köhne (seit 1. Juli 2014).[2]

## Sammlungsausstellungen
Die unterschiedlichen Sammlungen sind teils im Karlsruher Schloss, teils in mehreren Außenstellen und Zweigmuseen zu sehen.

### Karlsruher Schloss

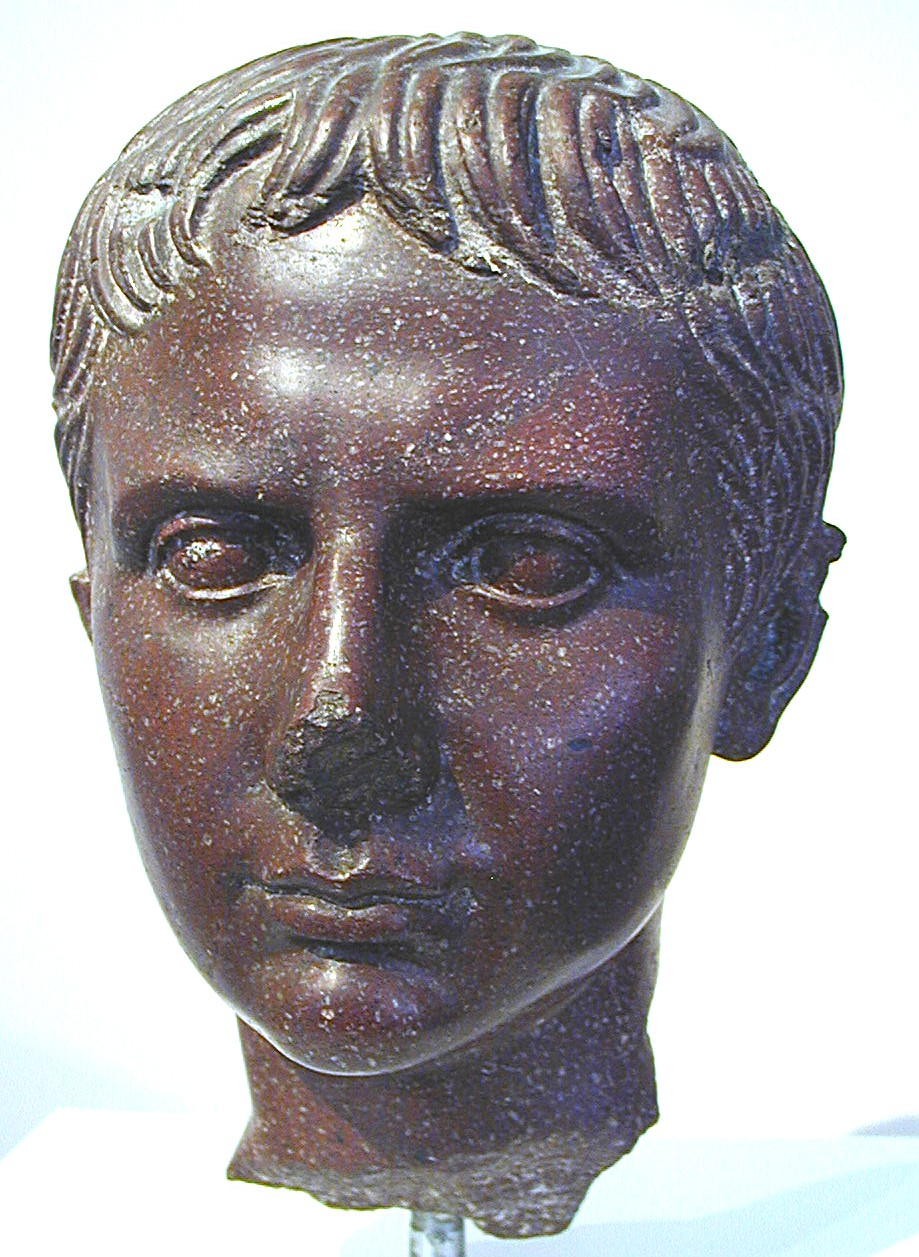
Gaius Cäsar im Badischen Landesmuseum

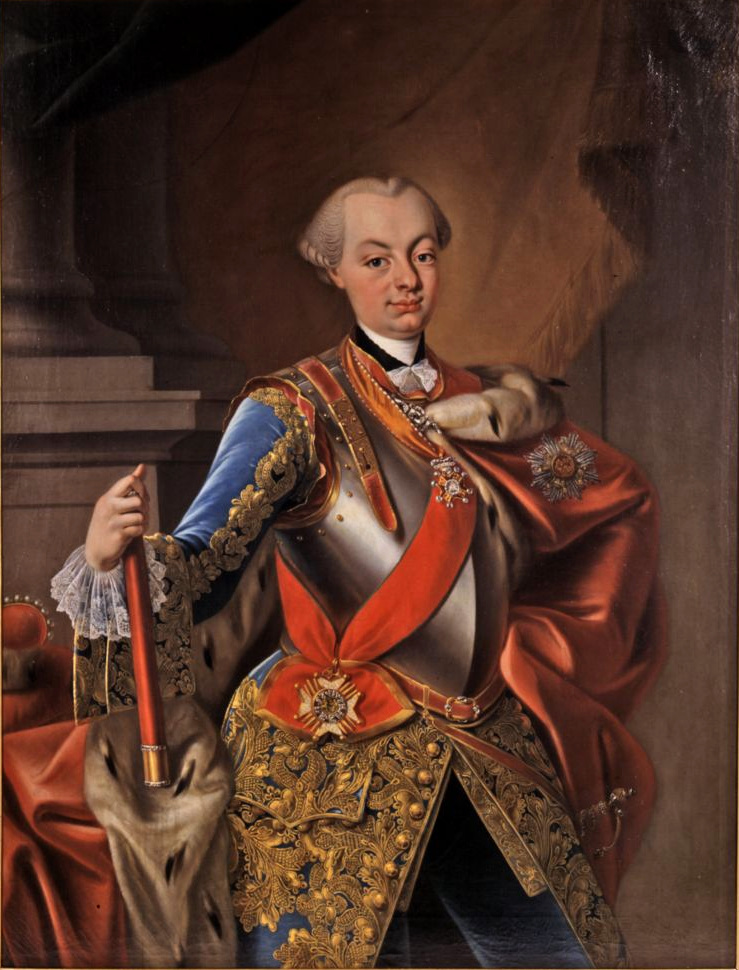
Karl Friedrich von Baden im Badischen Landesmuseum

Im Karlsruher Schloss werden auf vier Stockwerken die Sammlungen des Museums präsentiert. Bekannt sind die bedeutendste Antikensammlung Baden-Württembergs und die Türkenbeute, die größtenteils Markgraf Ludwig Wilhelm von Baden 1691 aus den Türkenkriegen mitbrachte. Zum 100-jährigen Gründungsjubiläum wurde im Juli 2019 die jüngste Sammlungsausstellung Archäologie in Baden – Expothek¹ eröffnet.
Die Abteilungen im Schloss umfassen:

#### Im Untergeschoss
Archäologie in Baden – Expothek¹: Gefäße, Waffen, Werkzeuge, Schmuck aus der frühen Kulturgeschichte in Baden von der Altsteinzeit (ca. 650.000 v. Chr.) bis zu den Karolingern (8. Jh. n. Chr.). Die Sammlungsausstellung ist Pilotprojekt für das neue Museumskonzept des Badischen Landesmuseums und bietet digitale Recherchetools und Virtual Reality. Die Expothek im Zentrum der Ausstellung gleicht einem Forschungslabor. Hier können sich registrierte Nutzer nach vorheriger Bestellung von geschulten Mitarbeitern Originalobjekte vorlegen lassen.
Geschichte der Römer am Oberrhein: Römische Kultur und Lebensart am Oberrhein. Mithras-Relief und Keller einer römischen Villa.

#### Im Erdgeschoss
Schloss und Hof: Der Thronsaal – neu präsentiert: das 2021 restaurierte Thron-Ensemble der badischen Großherzöge, aufgestellt nach historischem Vorbild sowie die Kroninsignien, eine Portrait-Galerie sowie ein Modell der barocken Planstadt Karlsruhe vermitteln einen Eindruck von der einstigen Residenz und ihrer Bewohner.
Antike Kulturen des Mittelmeerraumes I und II: Exponate der Alten, griechischen und römischen Kulturen. Etrusker, Unteritalien und Sizilien. Einrichtungsgegenstände römischer Villen. Frühchristlich-byzantinische Objekte.
Sonderausstellungen

#### Im Ersten Obergeschoss
- Spätmittelalter: Stände im Mittelalter (Adlige, Bürger und Bauern).
- Renaissance und Frühbarock: Von der Reformation bis zu den Erbfolgekriegen. Skulpturen.
- Schloss und Hof Karlsruhe: Baugeschichte des Schlosses, Straßensystem. Bildnisse der 1715 bis 1918 regierenden Fürsten des Hauses Baden. Insignien. Geschenke an das Haus Baden.
- Waffenkammer: In der Waffenkammer sind Hieb-, Stich- und Feuerwaffen ausgestellt.
- „Sogenannte Türkenbeute“: Ausstattungen aus der Zeit der Türkenkriege. Waffen, Reit- und Rüstzeug.

#### Im Zweiten Obergeschoss
- Weltkultur/Global Culture: Thema ist die gegenseitige Beeinflussung der europäischen und außereuropäischen Kulturen und die Rolle der Vermittlerkulturen. Kooperationen bestehen mit Museen in Tunesien, Algerien, Türkei, Griechenland, Italien und Frankreich.[2]
- Baden und Europa (1789 bis heute): In der Dauerausstellung werden Schaustücke zur Geschichte Badens aus der Zeit von 1789 bis heute, u. a. zu Napoleon, Großherzog Karl Friedrich, Revolutionär Friedrich Hecker, gezeigt.

#### Serviceeinrichtungen
Das Museum verfügt über eine Präsenz-Bibliothek zu den Sammlungsgebieten und Ausstellungsthemen, einen Museumsshop und das „Schlosscafé“ mit badischen Spezialitäten.

### Außenstellen und Zweigmuseen
Neben dem Schloss besitzt das Badische Landesmuseum acht Außenstellen und Zweigmuseen.
- Museum beim Markt, Karlsruhe
Das Museum beim Markt beherbergt die umfassenden Sammlungen zur Angewandten Kunst seit 1900. Gezeigt werden Werke aus den wichtigsten Zentren des Europäischen Jugendstils, vom Deutschen Werkbund und vom Bauhaus sowie aus den zwanziger und dreißiger Jahren. Moderne Designzeugnisse werden von Künstlern wie Jasper Morrison und vielen anderen repräsentiert.
- Museum in der Majolika, Karlsruhe
Das Museum in der Majolika dokumentiert die Geschichte der bedeutenden Karlsruher Majolika-Manufaktur seit ihrer Gründung 1901 bis in die jüngste Vergangenheit. Zeit ihres Bestehens hat diese Produktionsstätte auf nahezu alle kunsthistorischen Strömungen und kulturgeschichtlichen Ereignisse reagiert. In den ausgestellten Produkten spiegelt sich daher der künstlerische und kulturgeschichtliche Wandel des vergangenen Jahrhunderts.
- Deutsches Musikautomaten-Museum, Bruchsal
Das Deutsche Musikautomaten-Museum wurde 2014 mit einer vollständig neuen Präsentation wieder eröffnet. Rund 500 Exponate des Deutschen Musikautomaten-Museums im Bruchsaler Schloss zeigen die Entwicklung der Musikautomaten seit der kunsthandwerklichen Fertigung im 17. und 18. Jahrhundert über die Hochblüte im ausgehenden 19. Jh. bis hin zum Abgesang in der Zeit der Weltwirtschaftskrise in den 1920er Jahren.
- Keramikmuseum, Staufen im Breisgau
Das Museum wurde im ehemaligen Wohnhaus mit Töpferwerkstatt eingerichtet, welche mit Tongrube, Töpferscheibe, Glasurmühle und zwei Holzbrennöfen Einblick in die alltäglichen Arbeitsabläufe des Töpferhandwerks gibt. Neben der Sammlung von Arbeiten der früheren Inhaber und von Elisabeth Winter-Bonn bietet das Museum mehrere Wechselausstellungen im Jahr, u. a. mit zeitgenössischer Keramik.[12]
- Außenstelle Südbaden, Staufen im Breisgau
Ebenfalls in Staufen beheimatet ist die Außenstelle Südbaden, die aus der früheren Landesstelle für Volkskunde hervorgegangen ist. Sie ist für die Belange des BLM in Südbaden zuständig, für das Keramikmuseum Staufen und unterhält eine öffentliche Bibliothek und ein Fotoarchiv zum Thema Volkskunde.
- Schloss Neuenbürg
Das Museum im Schloss Neuenbürg zeigt zum einen in einer begehbaren Inszenierung das Märchen Das kalte Herz von Wilhelm Hauff, zum anderen wird die Vergangenheit des Schlosses und seiner näheren Umgebung dargestellt. Der Schlosskeller ist Ausstellungen zeitgenössischer Kunst vorbehalten.
- Klostermuseum, Calw-Hirsau
Das Klostermuseum Hirsau bei Calw liegt neben den Ruinen des Klosters Hirsau, eines der bedeutendsten Klöster des Mittelalters. Die Ausstellung ermöglicht einen guten Einblick in die über 1100 Jahre zurückreichende Hirsauer Klosterkultur, über das Leben der Mönche sowie auch über die Orts- und Sozialgeschichte des Kurorts Hirsau im 19. und 20. Jahrhundert.
- Klostermuseum Salem in der Reichsabtei Salem: 2014 wurde die Ausstellung Meisterwerke der Reichsabtei mit Altarbildern und Skulpturen eröffnet.

Bemerkenswert ist der im Open Access bereit gestellte Digitale Katalog, der neue Zugänge zu den Sammlungen bietet und wichtige Informationen zu einzelnen Objekten gibt.

## Sonderausstellungen

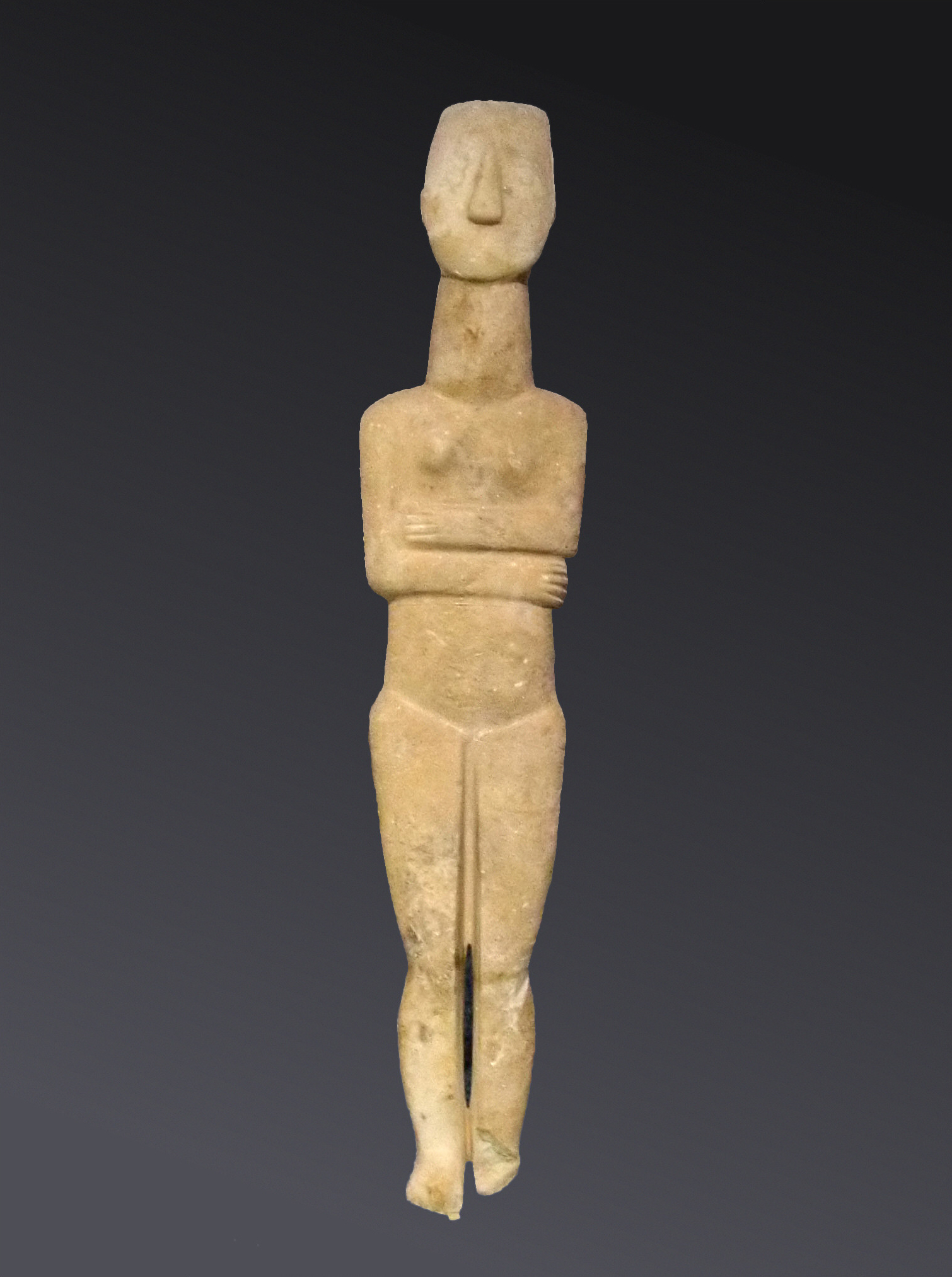
Weibliches Kykladenidol 75/49 im Badischen Landesmuseum, das 2014 restituiert wurde

Neben seinen Sammlungsausstellungen zeigt das Badische Landesmuseum pro Jahr mehrere Sonderausstellungen, die zum Teil als Große Landesausstellungen überregionale Aufmerksamkeit erreichen.
- 1976 wurde unter dem Konservator Jürgen Thimme eine Ausstellung mit dem Titel Kunst und Kultur der Kykladen gezeigt, diese bestand zu großen Teilen aus erworbener Hehlerware. Aus diesem Grund verweigerte das griechische Kulturministerium 2011 Leihgaben an das Landesmuseum für die Ausstellung Kykladen - Lebenswelten einer frühgriechischen Kultur. 2014 wurden die Kykladische Griffschale 75/11 und das Weibliche Kykladenidol 75/49 an Griechenland restituiert und an das Nationalmuseum in Athen übergeben.[14]
- 1980 schloss sich aus dem gleichen in Deutschland einmaligen Fundus die Ausstellung „Kunst und Kultur Sardiniens“ an

Große Sonderausstellungen und Landesausstellungen im Schloss ab 1992 (jeweils mit Katalog)
- 1992: Ora pro nobis. Bildzeugnisse spätmittelalterlicher Heiligenverehrung
- 1993: Zwischen Schule und Fabrik. Textile Frauenarbeit in Baden im 19. und 20. Jahrhundert
- 1994: Ein Jahrhundert Möbel für den Fürstenhof. Karlsruhe, Mannheim, St. Petersburg 1750 bis 1850
- 1994: Hexen und Hexenverfolgung im deutschen Südwesten.
- 1995: Faszination eines Klosters. 750 Jahre Kloster Lichtenthal
- 1995: Schurke oder Held? Historische Räuber und Räuberbanden
- 1996: „Für Baden gerettet“. Erwerbungen des Badischen Landesmuseums 1995 aus den Sammlungen der Markgrafen und Großherzöge von Baden
- 1996: Die elektrisierte Gesellschaft
- 1996: Delphi. Orakel am Nabel der Welt
- 1997: Wenn bei Capri die rote Sonne... Die Italiensehnsucht der Deutschen im 20. Jahrhundert
- 1998: 1848/49 Revolution der deutschen Demokraten in Baden (Große Landesausstellung), sowie eine Wanderausstellung zum Thema, im Begleitprogramm: „Morgen brechen wir auf“. Johannes Grützke malt die Badische Revolution (Museum beim Markt – MbM)
- und Schwarz-Rot-Gold. Ein Symbol der Revolution 1848/49 in der zeitgenössischen Kunst (MbM)
- 1998: Im Schatten des Pharao. Zum Totenkult im Alten Ägypten
- 1999: Heilige, Herrscher, Hampelmänner. Bilderbögen aus Weißenburg
- 1999: Jahrhundertwenden 1000–2000. Rückblicke in die Zukunft (Große Landesausstellung)
- 2000: Ernst Ludwig Kirchner – Lise Gujer: Textile Bilder
- 2001: Im Labyrinth des Minos. Kreta – die erste europäische Hochkultur
- 2001: Spätmittelalter am Oberrhein. Alltag, Handwerk und Handel 1350–1525 (Große Landesausstellung)
- 2002: Mit 100 Sachen durch die Badische Landesgeschichte. Jubiläumsausstellung zum 50. Geburtstag des Landes Baden-Württemberg
- 2002: Mythos Tutanchamun
- 2003: Gut Licht! Geschichte der Fotografie in Baden 1840–1930
- 2003: Uns ist in alten Mären... Das Nibelungenlied und seine Welt
- 2004: Silberschatz der Schweiz. Gold- und Silberschmiedekunst aus dem Schweizerischen Landesmuseum
- 2004: Hannibal ad Portas. Macht und Reichtum Karthagos (Große Landesausstellung)
- 2005: Flug in die Vergangenheit. Archäologische Stätten in Flugbildern von Georg Gerster
- 2005: IMPERIUM ROMANUM. Römer, Christen, Alamannen (Große Landesausstellung)
- 2007: Vor 12000 Jahren in Anatolien. Die ältesten Monumente der Menschheit. (Große Landesausstellung)
- 2007: Schönheit im Alten Ägypten. Sehnsucht nach Vollkommenheit
- 2007: Ägypten, die Moderne, die Beuroner Kunstschule
- 2008: Zeit der Helden. Die „dunklen Jahrhunderte“ Griechenlands 1200–700 v. Chr.
- 2009: Jugendstil am Oberrhein. Kunst und Leben ohne Grenzen
- 2009: Das Königreich der Vandalen. Erben des Imperiums in Nordafrika (Große Landesausstellung)
- 2010: Vom Minnesang zur Popakademie. Musikkultur in Baden-Württemberg (Große Landesausstellung)
- 2010: „Jungsteinzeit im Umbruch.“ Die Michelsberger Kultur und Mitteleuropa vor 6000 Jahren
- 2011: Glasmalerei der Moderne. Faszination Farbe im Gegenlicht
- 2011: Kykladen. Lebenswelten einer frühgriechischen Kultur
- 2012: Baden! 900 Jahre. Geschichten eines Landes (Große Landesausstellung)
- 2013: Imperium der Götter. Isis – Mithras – Christus. Kulte und Religionen im Römischen Reich
- 2014: Das Konstanzer Konzil. Weltereignis des Mittelalters 1414–1418 (Große Landesausstellung in Konstanz)
- 2015: Karl Wilhelm 1679–1738. (Große Landesausstellung)
- 2016/2017: Ramses – Göttlicher Herrscher am Nil.
- 2017/2018: Die Etrusker – Weltkultur im antiken Italien
- 2018/2019: Mykene – Die sagenhafte Welt des Agamemnon
- 2019/2020: Kaiser und Sultan – Nachbarn in Europas Mitte 1600–1700.
- 2021/2022:Göttinnen des Jugendstils.

## Aktionen in der Öffentlichkeit
- Museumsfest, seit 1992
- Lange Museumsnächte, zu Sonderausstellungen
- Events im Museum außerhalb der Öffnungszeiten
- Karlsruher Museumsnacht (KAMUNA)
- Internationaler Museumstag
- Beteiligung am zweijährlichen Stadtgeburtstag
- Museumspädagogische Veranstaltungen und Projekte

## Sammlungen im Internet
Mit dem Digitalen Katalog ermöglicht das Badische Landesmuseum neue Zugänge zu seinen Sammlungen. Das Angebot wird stetig erweitert, immer mehr Objekte können recherchiert werden.